# Нефёдов, Игорь Вячеславович
Игорь Вячеславович Нефёдов (28 марта 1960, Саратов, СССР — 3 декабря 1993, Москва, Россия) — советский и российский актёр театра и кино.

## Биография
Родился в семье театрального актёра Вячеслава Нефёдова. Отец Игоря учился на одном курсе с Олегом Табаковым, некоторое время они были лучшими друзьями.
В 1980 году окончил ГИТИС (курс Олега Табакова). Работал в двух московских театрах — Центральном детском театре (с 1980 по 1985 год) и Московском театре-студии под руководством Олега Табакова (с 1986 по 1993 год).
В кино начал сниматься, будучи студентом третьего курса. Дебютом был фильм Никиты Михалкова «Пять вечеров». До 1988 года был популярен, снимался у известных режиссёров. Но потом наступил перелом: его перестали приглашать. Актёр запил, стал пропускать репетиции, и в конце концов из «Табакерки» его уволили. По словам друзей, был склонен к суицидальному эпатажу.
Был дважды женат. Первая жена Алина была балериной Большого театра. Второй брак — с актрисой Еленой Казариновой (1960—2013).
Повесился в ночь со 2 на 3 декабря 1993 года после очередной ссоры с женой. Игорю было 33 года. Похоронен на Котляковском кладбище в Москве (уч. 67А) рядом с родителями Елены Казариновой. В 2013 году рядом с ним была похоронена и она сама.

## Творчество

### Роли в театре
Спектакли Театра под руководством Олега Табакова:
1. «Жаворонок» — брат Жанн
2. «Полоумный Журден» — учитель танцев, Клеонт
3. «Две стрелы» — Ушастый
4. «Кресло» — Чесноков
5. «Дыра» — редактор
6. «Обыкновенная история» — Александр Адуев
7. «Ревизор» — почтмейстер
8. «Билокси-Блюз» — Джеймс Хеннеси
9. «Затоваренная бочкотара» — Ваня
10. «Матросская тишина» — Женька
11. «На благо Отечества» — Гарри
12. «Механическое пианино» — Трилецкий

### Фильмография
1. 1978 — Пять вечеров — Слава
2. 1980 — Охота на лис — Владимир Беликов
3. 1982 — Наследница по прямой — Володя
4. 1983 — Домой!
5. 1983 — Серафим Полубес и другие жители Земли — Николай
6. 1984 — Прохиндиада, или Бег на месте — Славик
7. 1985 — Свадьба старшего брата
8. 1985 — Когда становятся взрослыми
9. 1986 — Зонтик для новобрачных — курортный знакомый Гоша
10. 1986 — Нужные люди — строитель
11. 1988 — Криминальный талант — инспектор Вадим Петельников
12. 1989 — Авария — дочь мента — парень из белой «пятёрки»
13. 1989 — Светик — Бабрыка
14. 1990 — Блуждающие звёзды
15. 1992 — Убийство на Ждановской

## Документальные фильмы
- «Елена Майорова и Игорь Нефёдов» Архивная копия от 30 октября 2017 на Wayback Machine из цикла «Прощание» (ТВ Центр, 2017).